# Gemeente (kerk)
Een gemeente is in de protestantse traditie een plaatselijke geloofsgemeenschap. Het nationale kerkverband wordt meestal met de term kerk aangeduid. Het equivalente begrip in het katholicisme is de parochie.
In Nederland zijn er 1832 protestantse gemeenten (2006).

## Eerste gemeenten
De eerste gemeenten ontstonden in de eerste eeuw van de christelijke jaartelling. Groepen van recent bekeerden vormden een eigen gemeenschap. Handelingen der Apostelen 2:43-47 schrijft erover:

Allen die het geloof hadden aanvaard, bleven bijeen en hadden alles gemeenschappelijk. Ze verkochten al hun bezittingen en verdeelden de opbrengst onder degenen die iets nodig hadden. Elke dag kwamen ze trouw en eensgezind samen in de tempel, braken het brood bij elkaar thuis en gebruikten hun maaltijden in een geest van eenvoud en vol vreugde. Ze loofden God en stonden in de gunst bij het hele volk. De Heer breidde hun aantal dagelijks uit met mensen die gered wilden worden.

Later in dit Bijbelboek worden nog andere nieuwe gemeentes besproken. Het belang en de noodzaak van deze christelijke gemeenschappen wordt in het Nieuwe Testament meermalen onderstreept. Ook geeft de schrijver van de brief aan de Hebreeën aan dat men "de samenkomst niet mag verzuimen".

## Bestuurlijke indeling
Binnen het protestantisme is er een grote variatie in hoe de onderlinge verhoudingen binnen de gemeente geregeld zijn: van sterk hiërarchisch (er zijn officieel aangestelde 'voorgangers, leraren, opzichters en oudsten') tot volkomen egalitair (alleen Jezus geeft door middel van de Heilige Geest leiding aan de gemeente). Bij de Vergadering van gelovigen bijvoorbeeld is er geen vaste voorganger maar heeft iedereen het recht een dienst te leiden en het woord te voeren. De anglicanen en lutheranen daarentegen hebben een verticaal gelaagde bestuursstructuur die niet veel verschilt met die van de Rooms-Katholieke Kerk.

## Voetnoten
1. ↑  Hebreeën 10: 25